# شعوب القوقاز

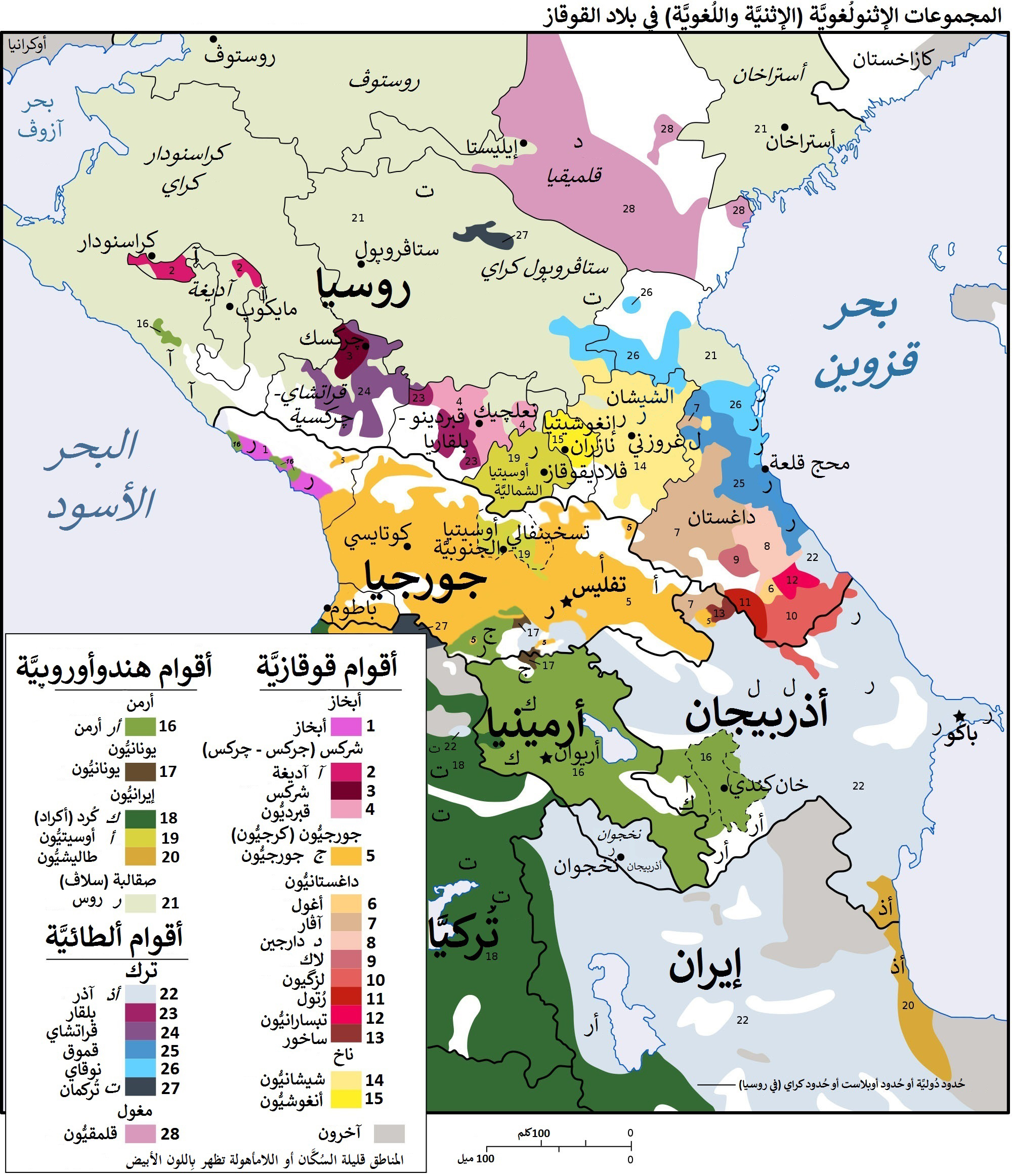
المجموعات العرقية اللغوية في منطقة القوقاز حتى 2006.

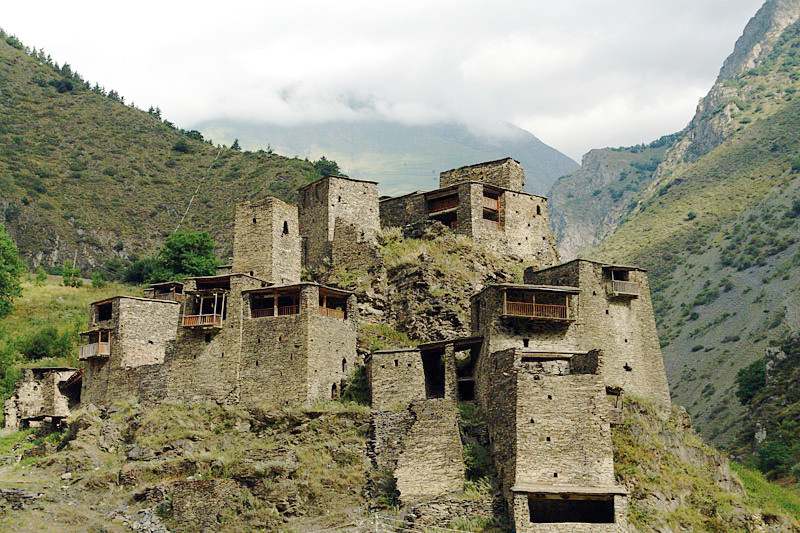
قرية شاتلي الجورجية من فترة العصور الوسطى.

تتعلق هذه المقالة بالمجموعات العرقية التي تقطن بالقوقاز ويمكن تحديد عددها في أكثر من 70 عرقية.

## المتحدثون باللغات القوقازية
ينقسم المتحدثون باللغات القوقازية الذين ولدوا في القوقاز إلى قوقازيين شماليين وآخرين جنوبيين:
- قوقازيون شماليون:
  - قوقازيون شماليون غربيون:
    - الأبخاز (بما فيهم الأباظة)
    - الأديغة (بما فيهم القبرطيون والشركسيون المعاصرون)
    - الوبخ

  - قوقازيون شماليون شرقيون:
    - آفار القوقاز
    - الأغول
    - الدراغوة
    - الخينالوغ
    - اللاكيون
    - الليزغيون
    - الناخيون:
      - الباتيون
      - الكيستيون
      - الشيشانيون
      - الإنغوشيون

    - الروتوليون
    - الطبرستانيون
    - التساخوريون
    - الأوديون
    - الأرشيون
- قوقازيون جنوبيون:
  - لغات قوقازية جنوبية
    - الجورجيون
    - السفانيون
    - المنغريليون
    - اللازيون

أكبر مجموعة عرقية تتكلم لغة قوقازية وتعيش في القوقاز هم الجورجيون (4 ملايين) ثم الشيشانيون (1.3 ملايين حسب تعداد روسيا 2002) ثم الليزغيون (حوالي 600000) ثم القبرطيون (600000) ثم الآفار (500000)، أما خارج القوقاز فأكبر مجموعة عرقية قوقازية من أصل قوقاز في الشتات في أكثر من أربعين دولة مثل: الأردن وتركيا ودول أوروبا وسوريا والولايات المتحدة هم الشركس بحوالي 3 حتى 4 ملايين نسمة. الجورجيون هم العرقية القوقازية الوحيدة التي تمتلك دولة مستقلة وهي جورجيا. بينما تبقى أبخازيا غير كاملة الاعتراف. تمتلك عرقيات أخرى جمهوريات داخل الاتحاد الروسي: أديغيا للأديغة وقراتشاي - تشيركيسيا للشركس وقبردينو - بلقاريا للقبرطيين وإنغوشيتيا للإنغوشيين والشيشان للشيشانيين بينما يعيش باقي القوقازيين الشماليين الشرقيين في الغالب في داغستان.

## العرقيات

### قوقازيون شماليون

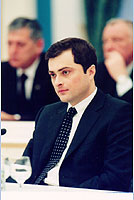
(شيشاني)
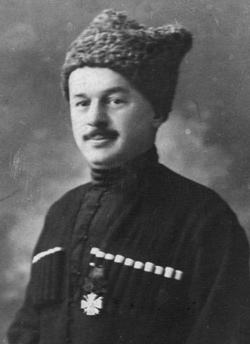
(شيشاني)
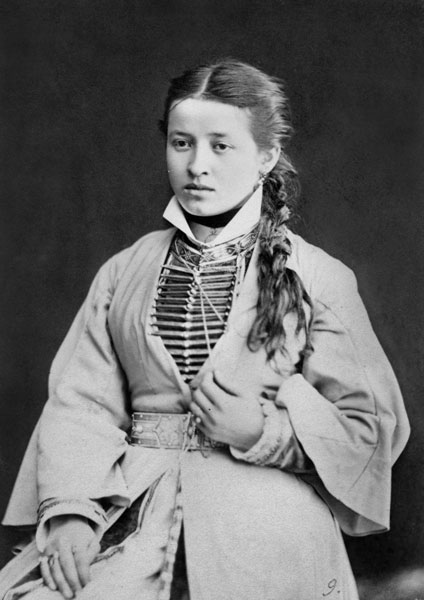
(أوسيتيون) (1883)
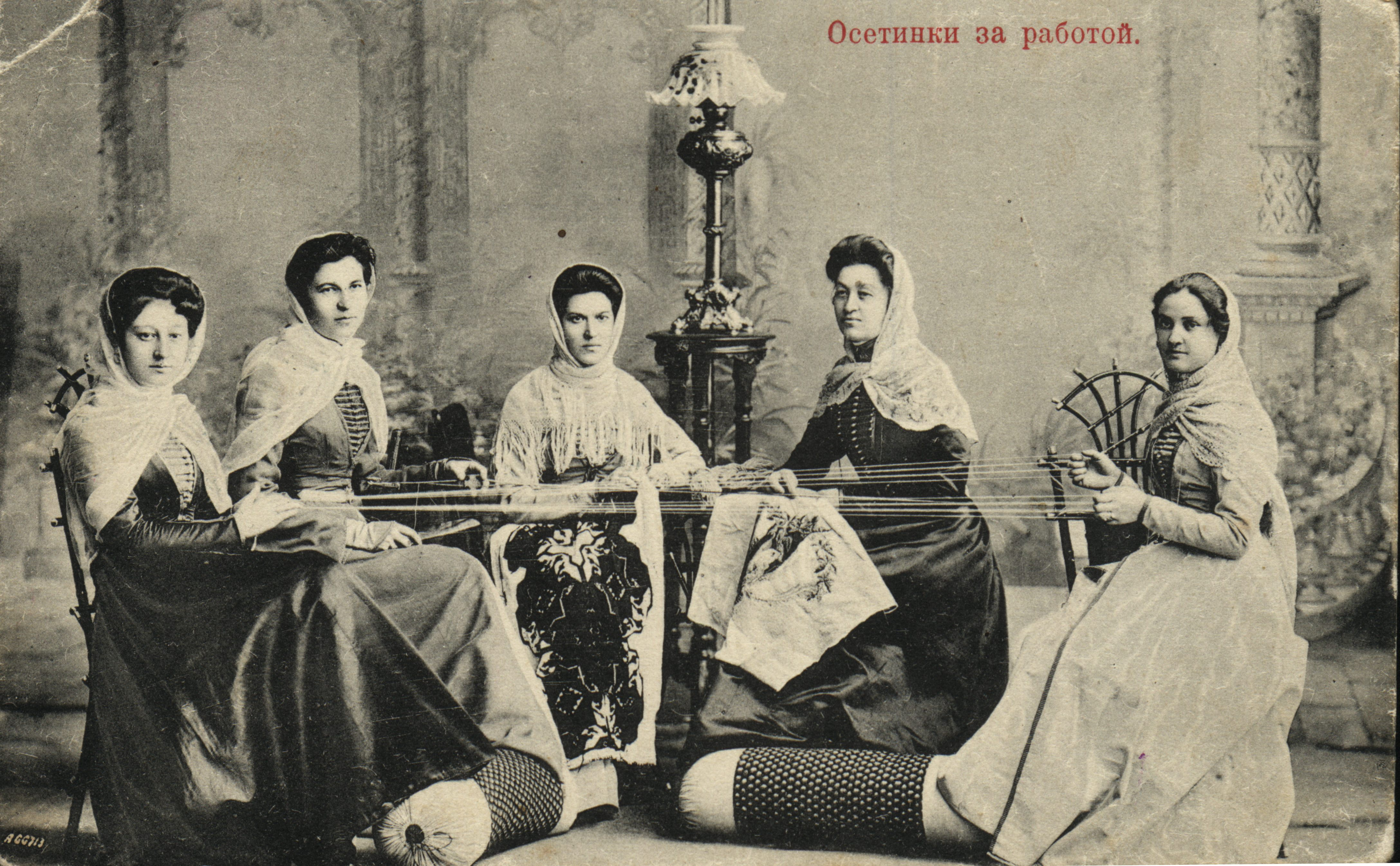
(أوسيتيون) (القرن التاسع عشر)
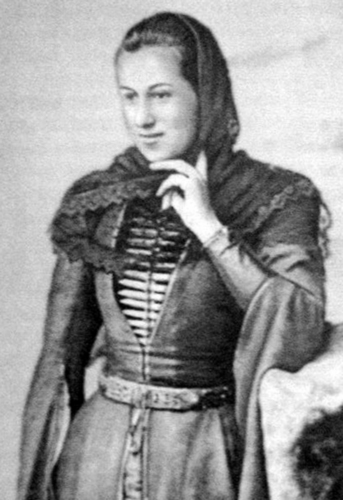
(أوسيتيون) (القرن العشرون)
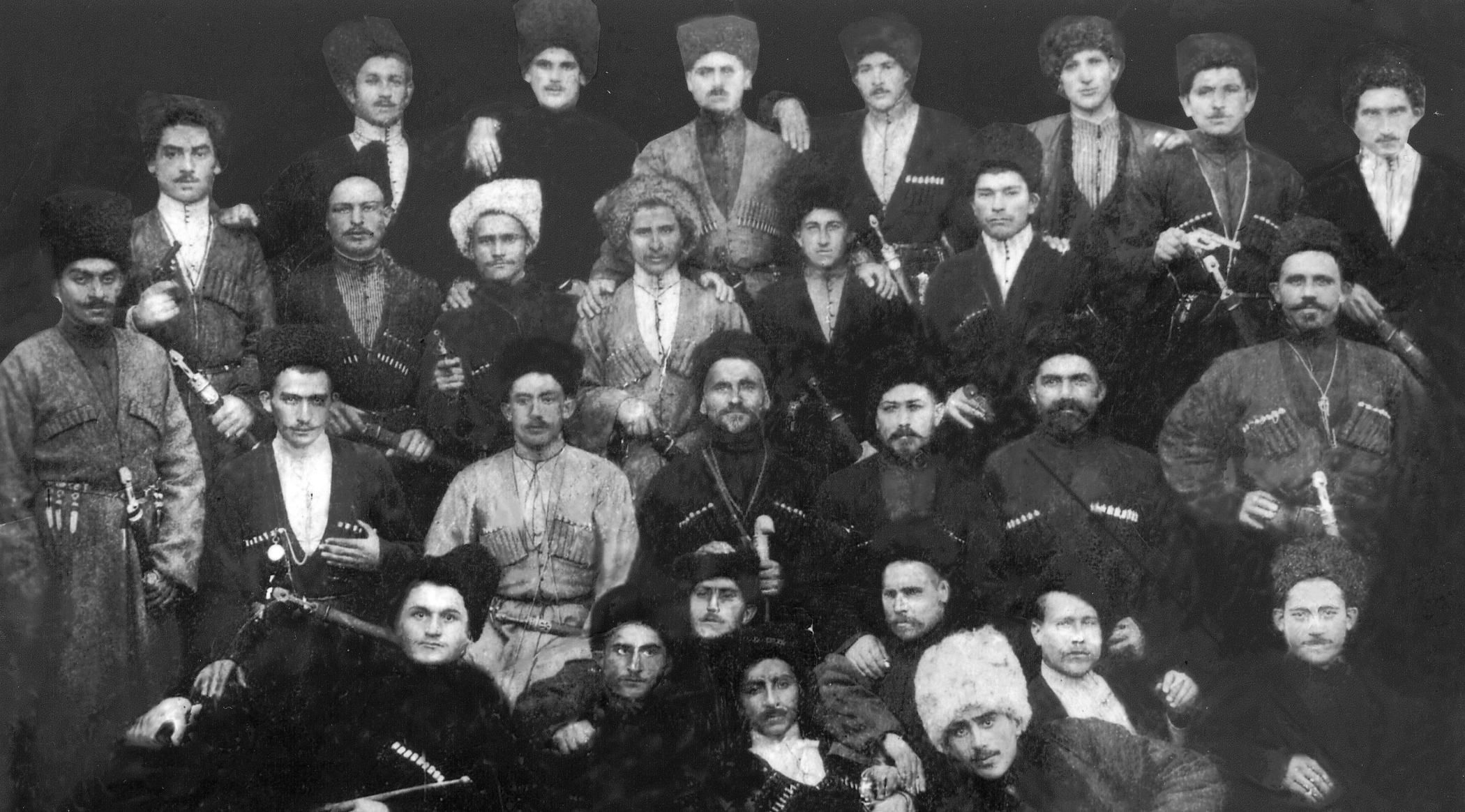
(أوسيتيون) (القرن العشرون)
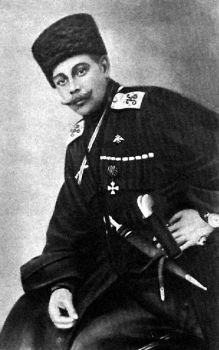
(أوسيتيون)
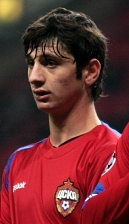
(أوسيتيون)
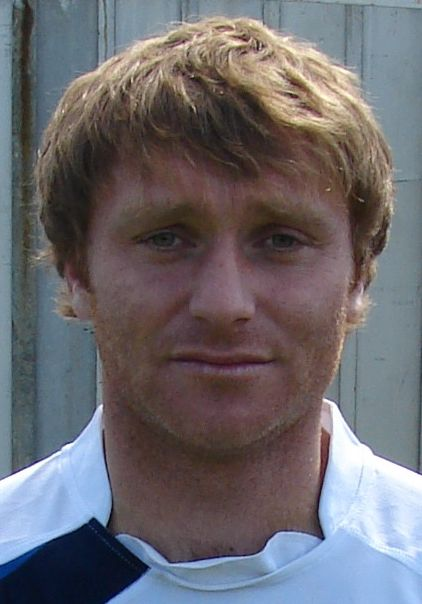
(أوسيتيون)
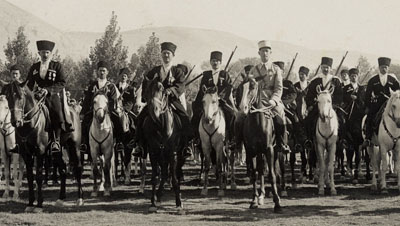
(شركس)(1946)
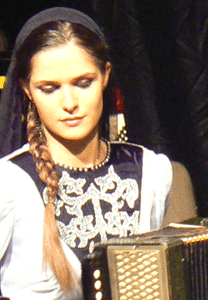
(شركس)
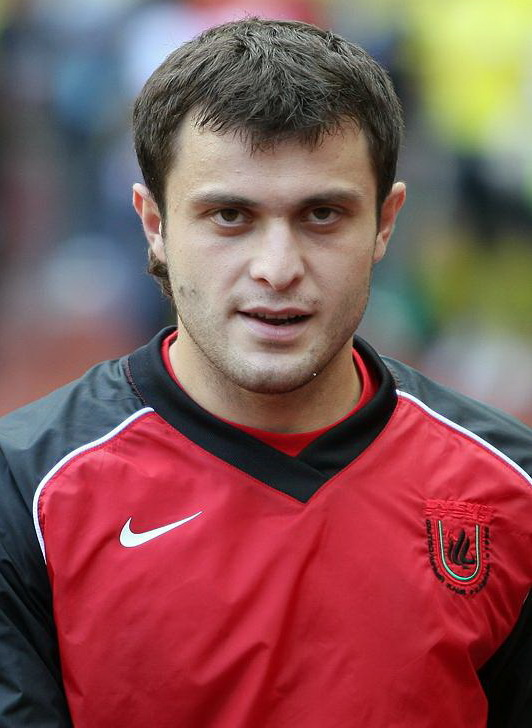
(أوسيتيون)
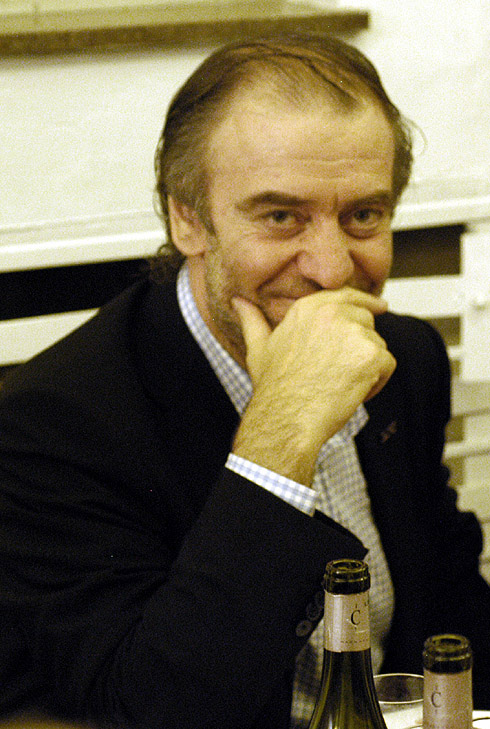
(أوسيتيون)
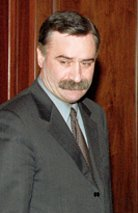
(إنغوشيون)
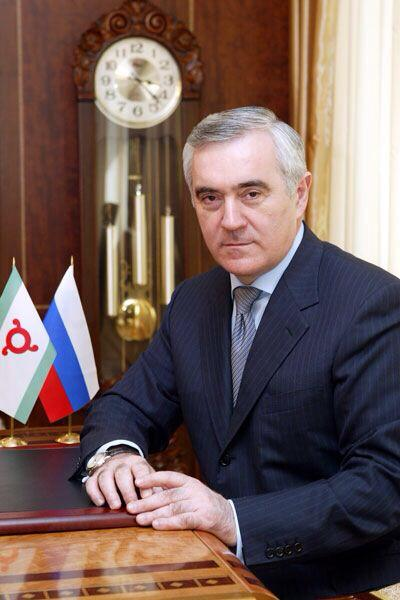
(إنغوشيون)
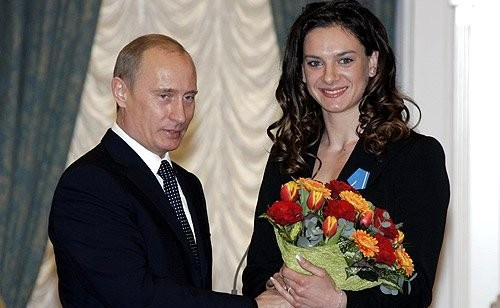
(الطبرستان)
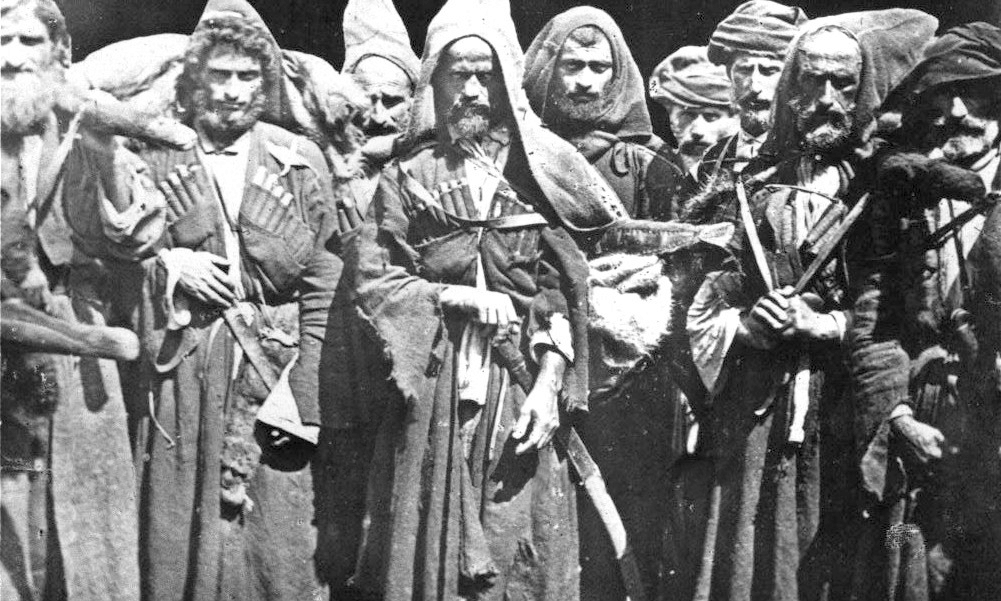
(أبخاز) (1864)
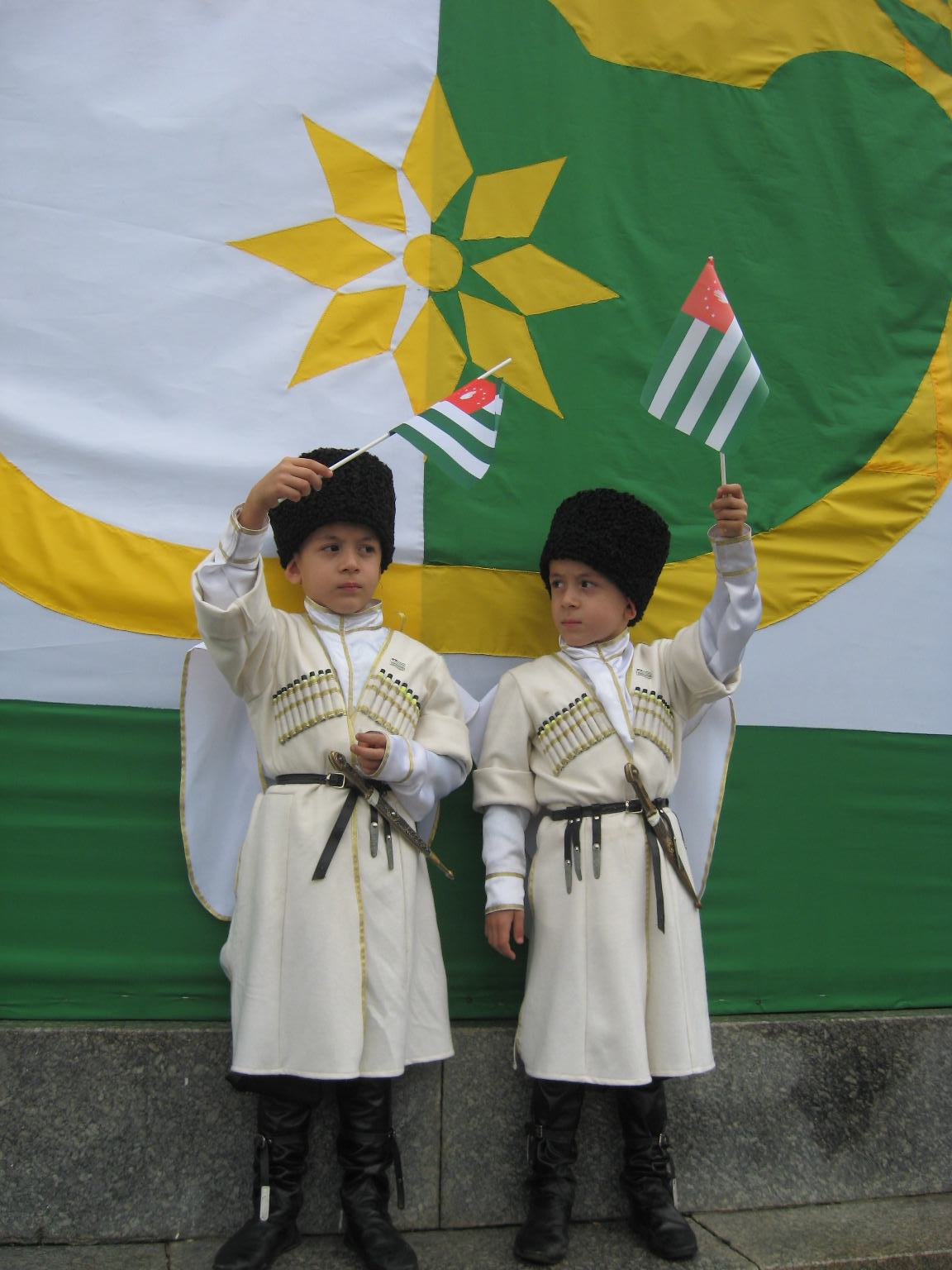
(أبخاز)
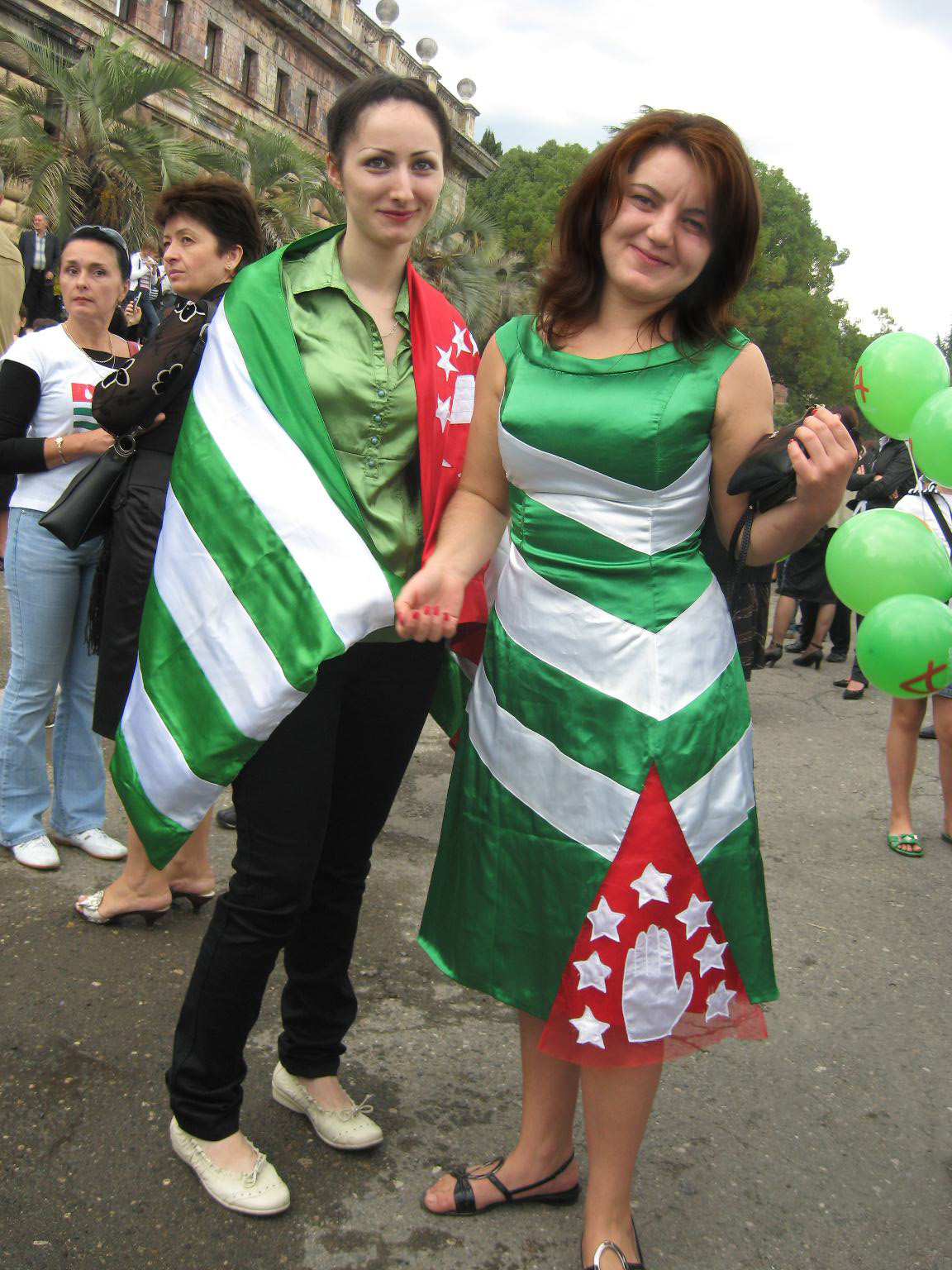
(أبخاز)

### قوقازيون جنوبيون

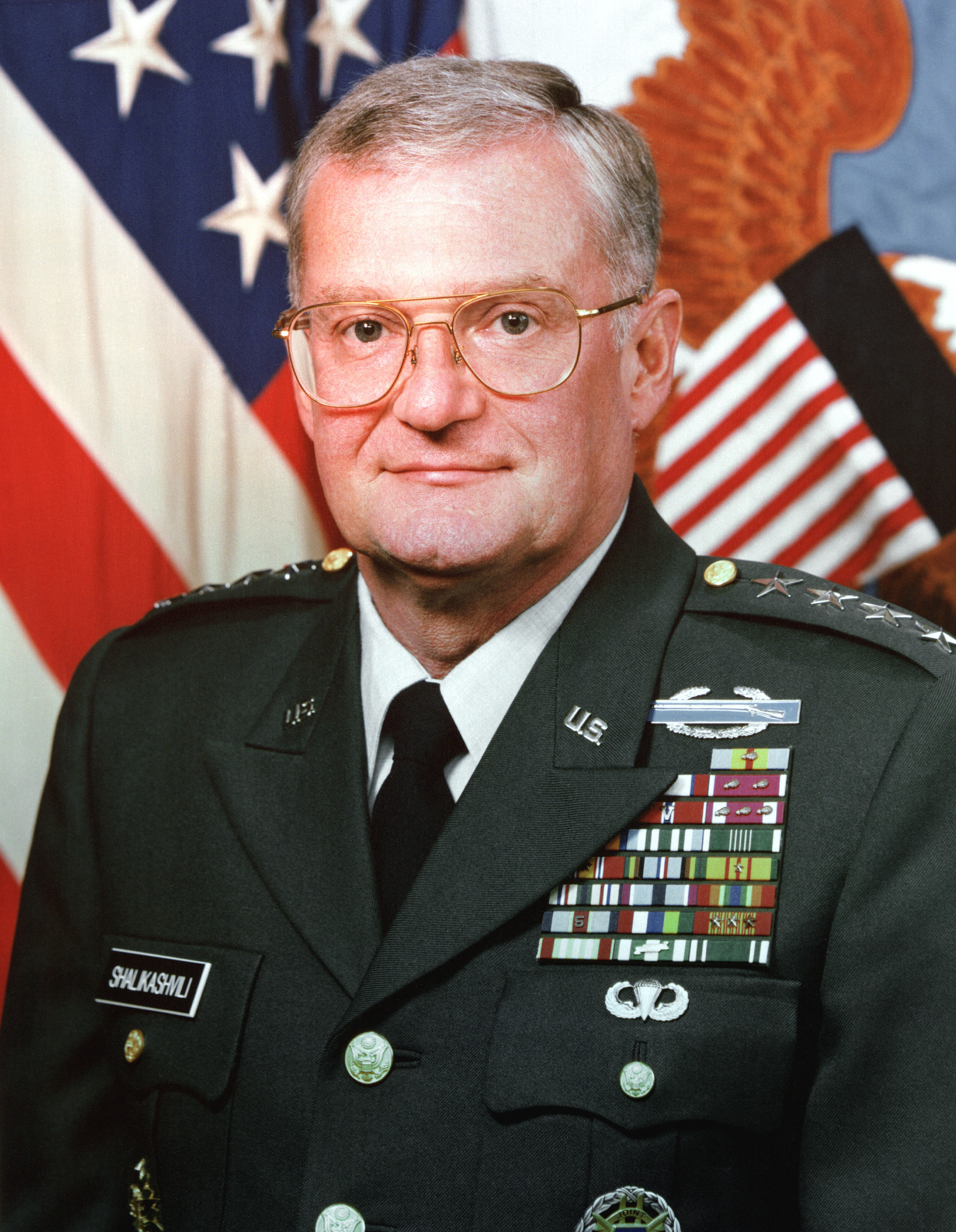
جون ساخيكاشفيل (جورجيون)
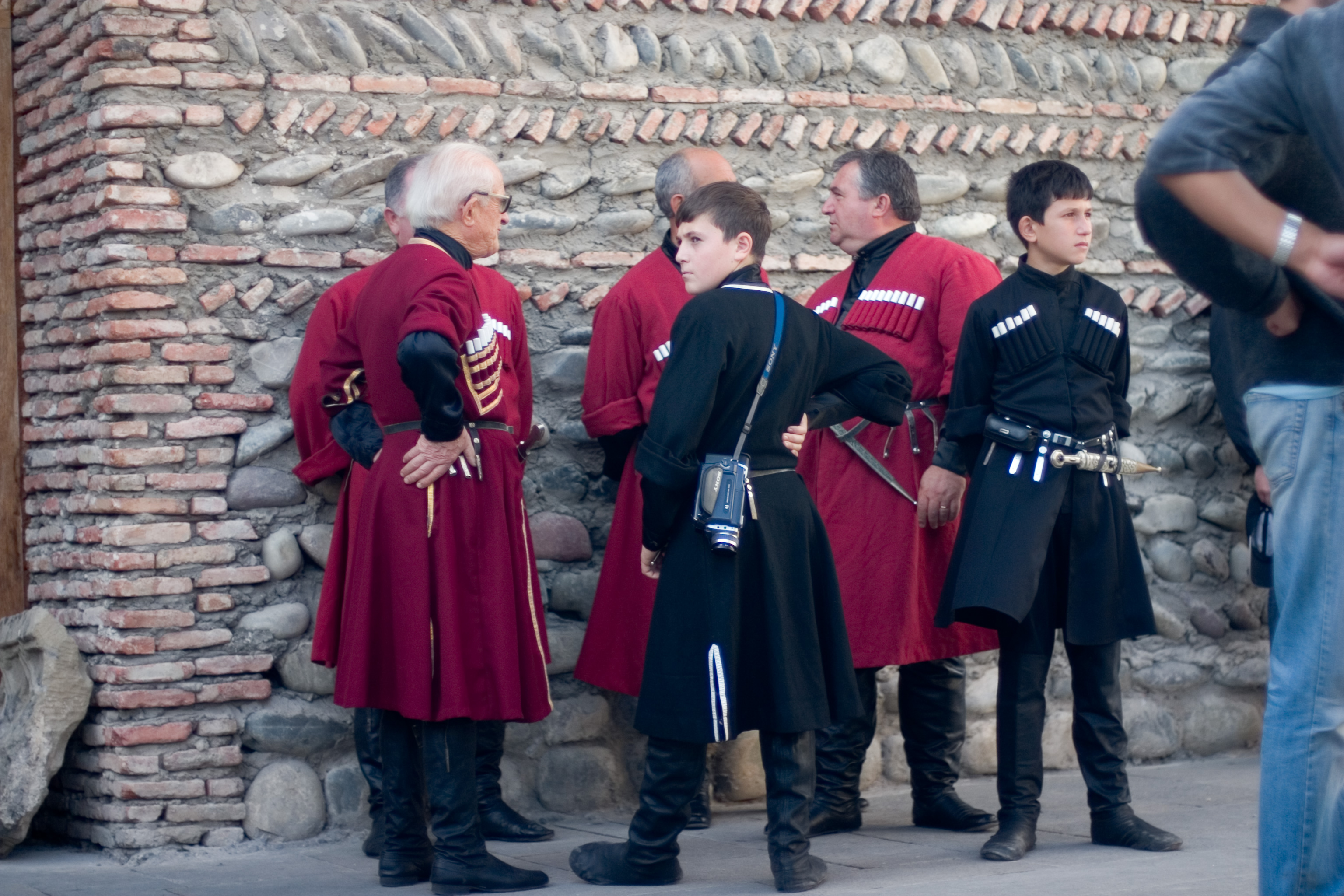
(جورجيون)
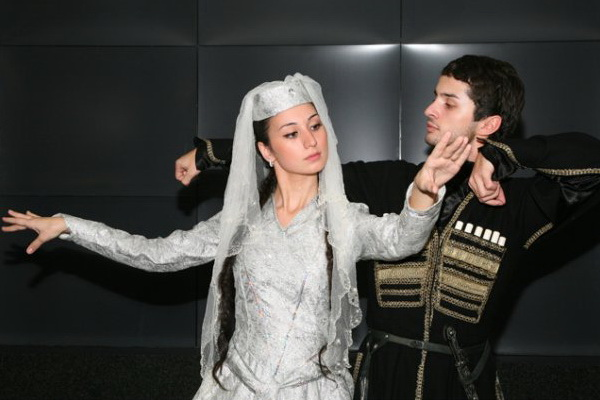
(جورجيون)
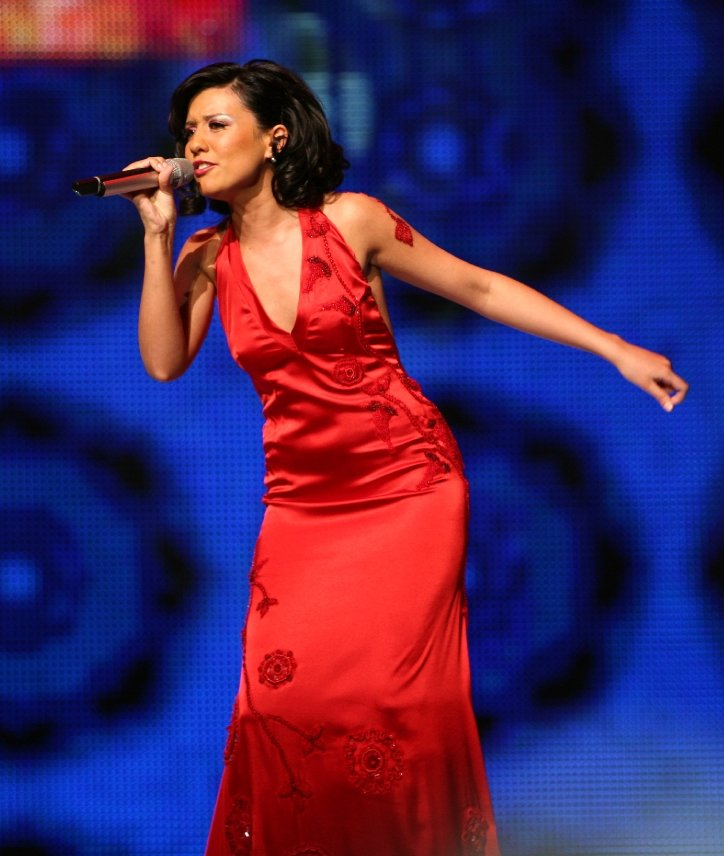
(شعب اللاز)
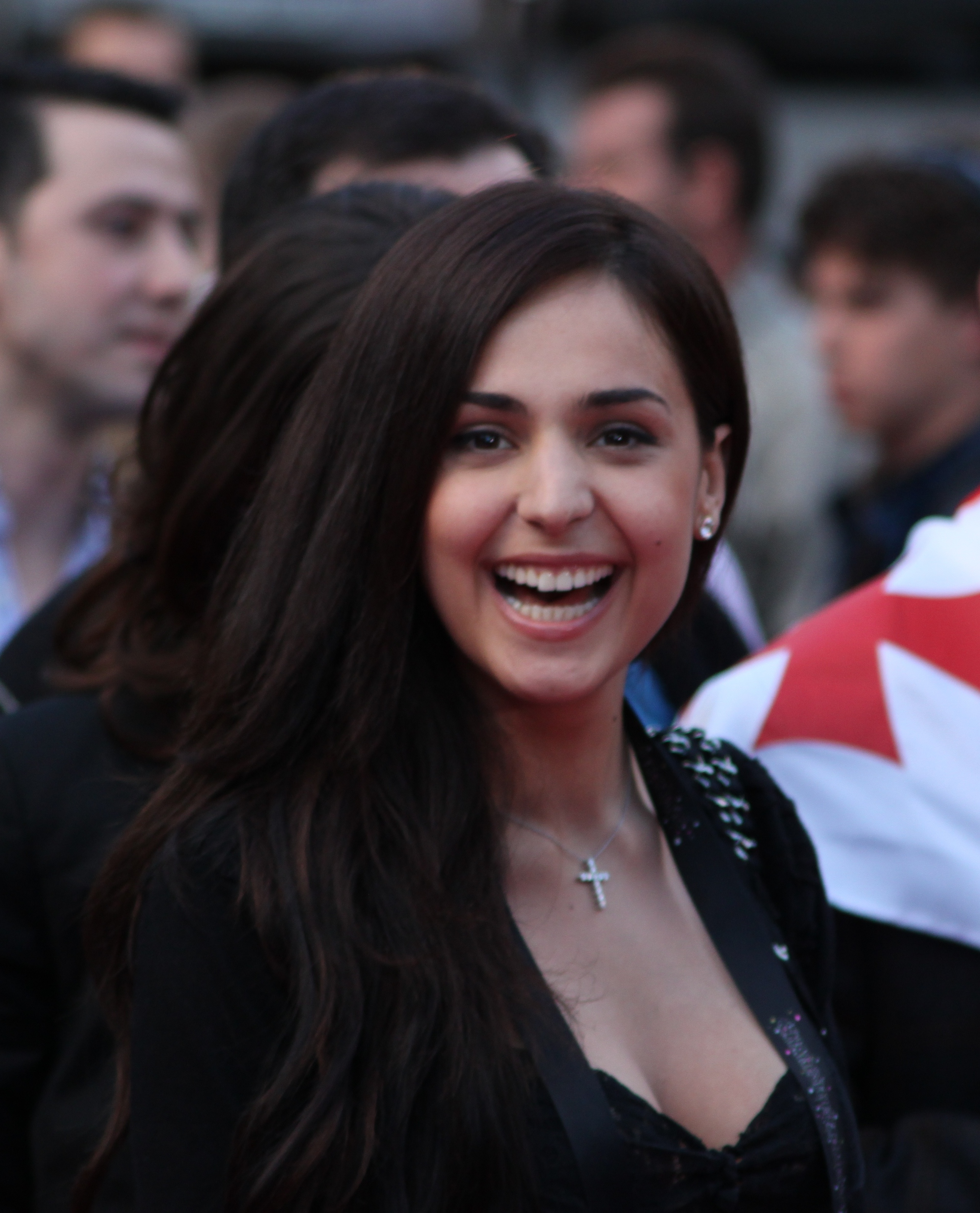
(جورجيون)
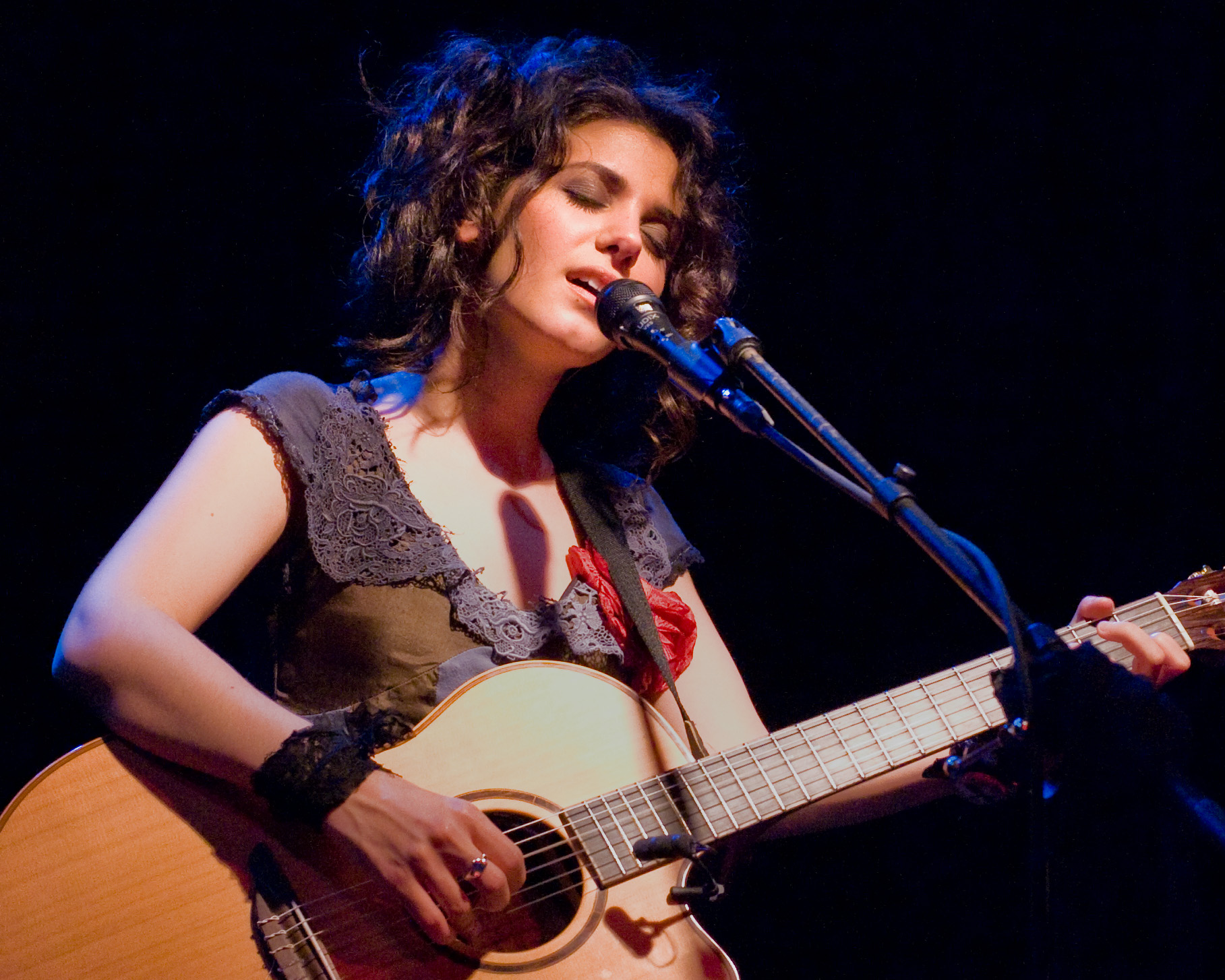
(منغريليون)
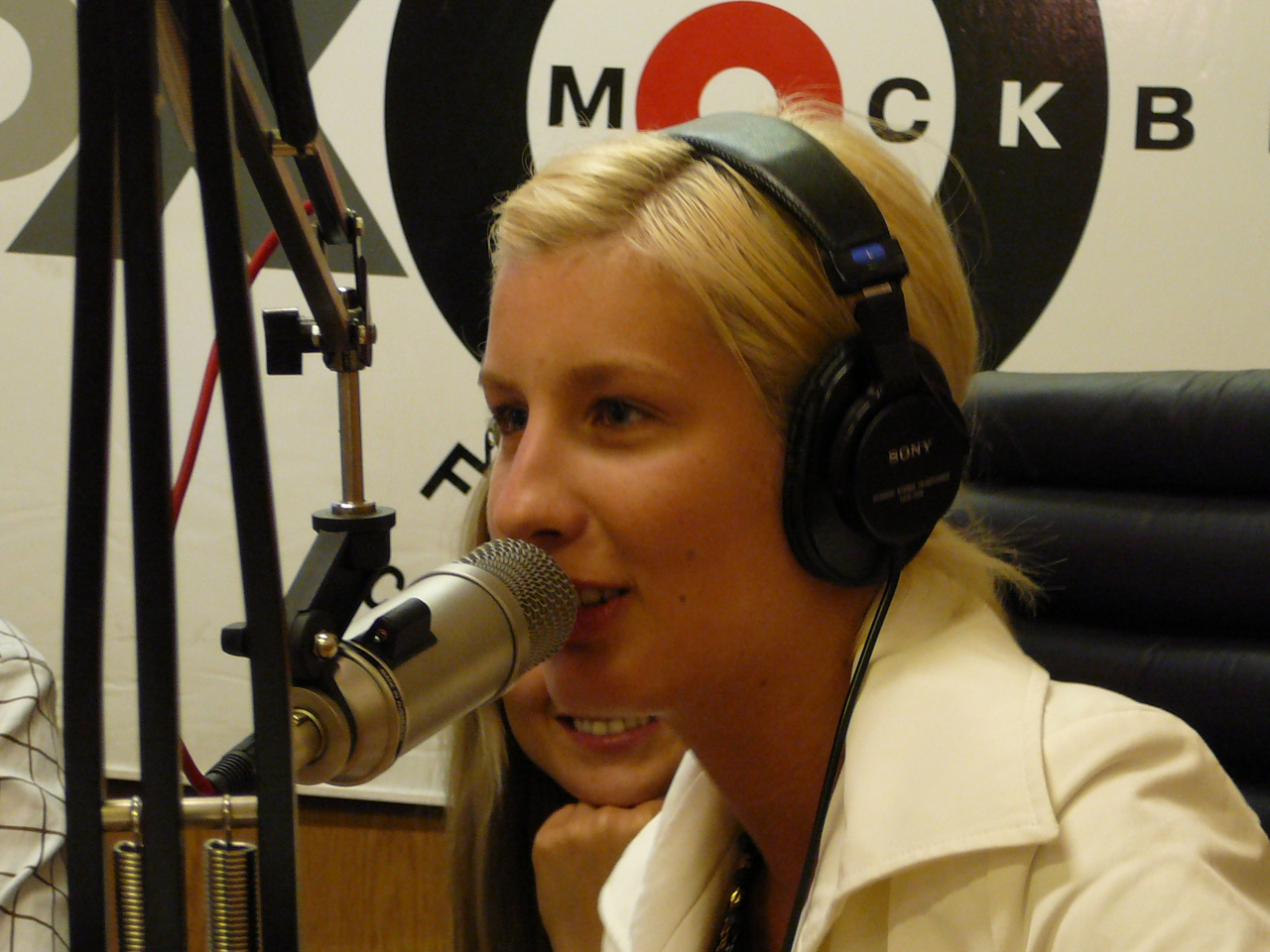
(منغريليون)
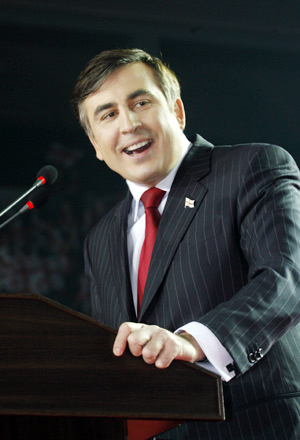
ميخائيل ساكاشفيلي (جورجيون)
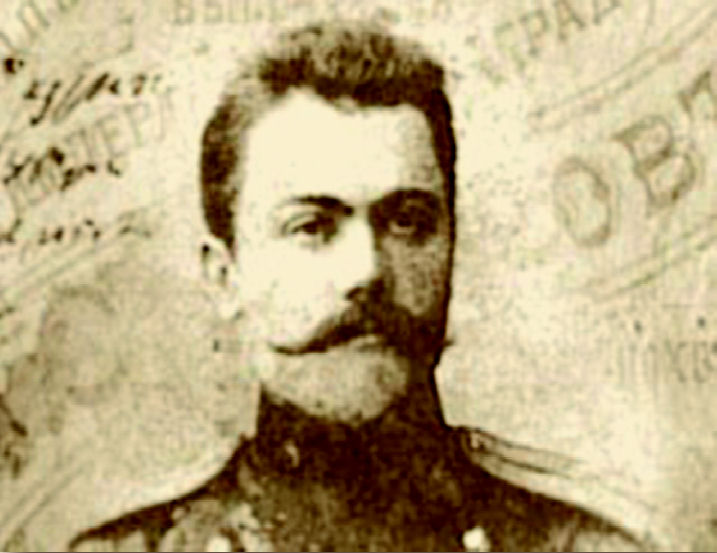
(جورجيون)
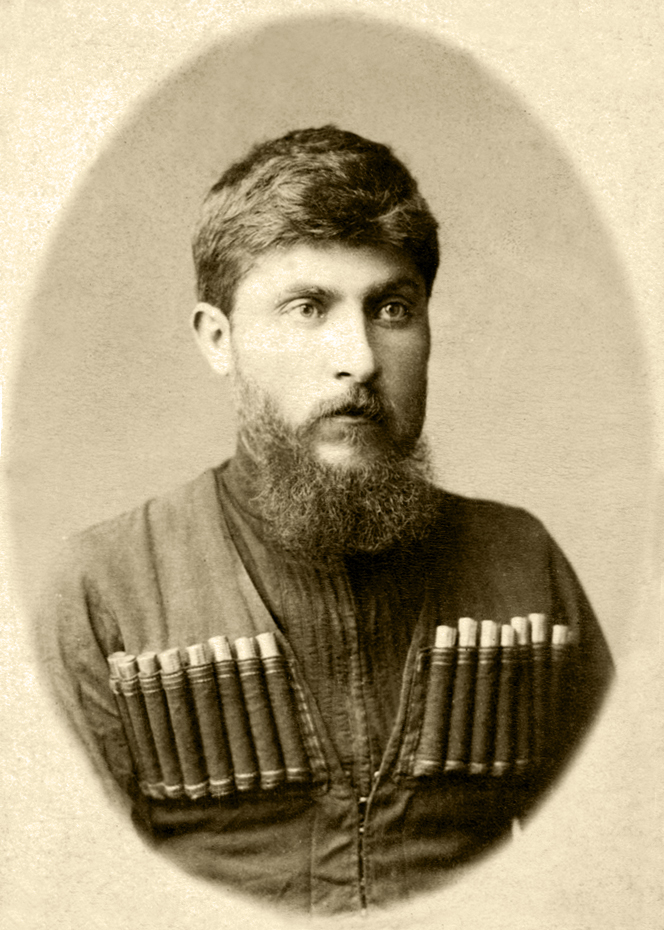
(الشاعر الجورجي فازا بشافيلا)
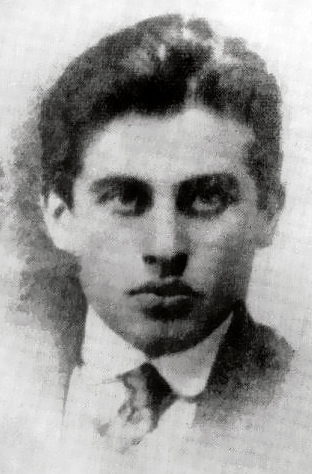
(الشاعر الجورجي تيتسيان تابيدز)